# Mala Nedelja
Mala Nedelja je naselje u slovenskoj Općini Ljutomeru. Mala Nedelja se nalazi u pokrajini Štajerskoj i statističkoj regiji Pomurju. 

## Stanovništvo
Prema popisu stanovništva iz 2002. godine naselje je imalo 117 stanovnika.